# Ліцей «ЕКО» № 198
Ліцей «ЕКО» № 198 — ліцей в місті Києві. Розташований на вулиці Тулузи, 6 (Микільська Борщагівка). Входить до рейтингу ТОП-200 ліцеїв і гімназій України за результатами ЗНО-2015 та посідає 27 місце в Києві серед шкіл за результатами ЗНО-2017.[джерело?]

## Історія
Середня загальноосвітня школа № 198 була відкрита 1 вересня 1970 року. В перший рік існування у школі навчалося 1872 учні. Під керівництвом директора Інни Стрельнікової в 1980-тих — 1990-тих роках у школі було відкрито профільні класи: фізико-математичний, філологічний, хіміко-біологічний, комп'ютерний, а також гуртки та секції. В 1995 році школа № 198 реорганізована в неповну середню школу з альтернативними формами навчання і в ліцей «ЕКО», які з 30 травня 1997 року об'єднані в ліцей «ЕКО» № 198. У 2000 році створено Музей історії ліцею.

## Сучасність та досягнення
Станом на січень 2017 року в ліцеї навчається 1322 учні та працює 86 викладачів. Існують такі профілі навчання:
- математичний;
- економічний;
- українська філологія;
- історичний;
- іноземна філологія;
- інформаційних технологій;
- біотехнологічний.

За роки існування школи 28 вчителів були нагороджені грамотами Міністерства освіти України, а 16 вчителів отримали відзнаку «Відмінник освіти України». Протягом кількох років ліцей «ЕКО» входить до числа найкращих навчальних закладів району та міста за кількістю призерів олімпіад та конкурсів, виховав призерів Всеукраїнських олімпіад та переможців Всеукраїнського конкурсу-захисту Малої академії наук.